# Валенте, Жайме
Жайме Пимента Валенте Фильо (порт. Jayme Pimenta Valente Filho; 20 июня 1942, Рио-де-Жанейро, Бразилия) — бразильский футболист и тренер.

## Биография
Изначально профессионально занимался волейболом и входил в команду «Сирио». В 1959 году Валенте присоединился к любительской команде «Фламенго». Постепенно он стал привлекаться в основной состав клуба, пока в 1964 году он не был окончательно переведен в него. Всего провел за красно-черных 163 матча, однажды выиграв с ними чемпионат штата Рио-де-Жанейро.
После окончания карьеры Жайме Валенте занимался тренерской деятельностью. Некоторое время он возглавлял «Фламенго» и «Америку» из Рио-де-Жанейро. С 1979 по 1980 гг. наставник руководил олимпийской сборной Бразилии. В восьмидесятые годы специалист дважды приходил на пост главного тренера сборной Марокко.

## Достижения
- Чемпион Лиги Кариока (1): 1965.